# お茶の水女子大学附属小学校
お茶の水女子大学附属小学校（おちゃのみずじょしだいがくふぞくしょうがっこう、英: Elementary School Attached to Ochanomizu University）は、東京都文京区大塚に所在する国立小学校。略称は「お茶小」。
設置者は国立大学法人お茶の水女子大学。幼稚園から大学まで同じキャンパスに存在する。

## 概要
- 大学は女子大学であるが、附属幼稚園・小学校・中学校は男女共学である。
- 帰国児童教育学級がある。

### 校訓
- 教育目標 - 「自主協同」
  - 自分で考えて正しく判断し、進んで行動する子を育成する。
  - 自然と人間を大事にし、情操の豊かな子を育成する。
  - 健康で、気力体力が充実し、意志の強い子を育成する。

### 校章
- 八稜鏡[1]を背景に、中央に「小」の文字を配している。

### 校歌
- 「みがかずば」[2]
  - 作詞 - 昭憲皇太后（明治天皇の皇后）[3]
  - 作曲 - 東儀季熙（宮内省雅楽課）
  - 「みがかずば たまもかがみも なにかせむ まなびのみちも かくこそありけれ[3]」
    - 日本初の校歌であり、お茶の水大学および附属学校の校歌となっている。
- 「わたしたちの歌」
  - 4番まであり、それぞれ桜、アオギリ、キンモクセイ、イチョウが登場する。

## 教員勤務時間
8：10～16：40。休憩時間は12：25～13：10。

## 沿革
- 1877年（明治10年）
  - 2月1日 - 東京女子師範学校附属小学校として創立。
  - 9月20日 - 授業を開始。
- 1878年（明治11年）7月2日 - 東京女子師範学校附属練習小学校と改称。
- 1881年（明治13年）4月 - 再び東京女子師範学校附属小学校に名称が戻る。
- 1882年（明治14年）7月10日 - 東京女子師範学校附属女児小学校と改称。
- 1885年（明治17年）8月26日 - 東京師範学校女子部附属小学校と改称。
- 1886年（明治18年）4月29日 - 高等師範学校附属小学校に統合。
- 1890年（明治23年）3月25日 - 女子高等師範学校附属小学校と改称。
- 1892年（明治25年）4月30日 - 分教室（単級小学校）を設置。
- 1893年（明治26年）3月 - 分教室を附属小学校第3部と改称。
- 1904年（明治37年）4月 - 第3部において2部授業を開始。
- 1908年（明治41年）3月31日 - 東京女子高等師範学校附属小学校となる。
- 1909年（明治42年）4月1日 - 第3部に特別学級を設置。
- 1911年（明治44年）2月 - 第3部に裁縫を中心とした修業年限2年程度の補習科を設置。
- 1914年（大正3年）2月16日 - 第3部の補習科を廃止。
- 1941年（昭和16年）4月1日 - 国民学校令により、東京女子高等師範学校附属国民学校に改称。
- 1944年（昭和19年）8月 - 附属国民学校児童が東村山郊外園へ疎開。（〜1945年（昭和20年）4月まで）
- 1945年（昭和20年）4月 - 富山県へ再疎開。（〜1946年（昭和21年）3月まで）
- 1946年（昭和21年）4月 - 授業を再開。
- 1947年（昭和22年）
  - 3月 - 高等科を廃止。
  - 4月1日 - 東京女子高等師範学校附属小学校（新制）として発足。附属中学校（新制）を設置。
- 1952年（昭和27年）4月1日 - 東京女子高等師範学校の廃止に伴い、お茶の水女子大学文教育学部附属小学校と改称。
- 1980年（昭和55年）4月1日 - 附属学校部が組織され、お茶の水女子大学附属小学校（現校名）となる。

## 選抜
- 現在の一般募集人数は毎年50名（男25・女25）であるが、志願者数が募集人数の60倍近くに上る。このため入学試験ではまず第一次検定として抽選が行われ、約3000名の応募者のうち男女各210名程度が第二次検定（行動観察・実技・面接等）を受けられる。第二次検定合格者男女約50名ずつでさらに第三次検定の抽選を行い、男女各25名・合計50名が合格となる。

## 制服
- 男女ともに「お茶の水」バッジを着用する。
  - 女子 - 夏服は水色、冬服は紺色で多くの生徒が校内では上着を脱いだ校内着で過ごす。
  - 男子 - 白のポロシャツと紺の半ズボンで、冬には上着を着用し学帽を着用する。夏服は白の半袖ポロシャツとグレーの半ズボンであるが、

グレーの上着（中間服）を着用することもできる。

## 学校行事
- 入学式、卒業式は同キャンパス内のお茶の水女子大学講堂（徽音堂）で行われる。
- 運動会では、たてわり班で1年生から6年生までで、協力して行われている。
- のぎくという、伝統的な踊りがある。

## 著名な出身者
【50音順】
- 秋篠宮悠仁親王
- 阿久津幸彦
- 石井幹子
- 一方井誠治
- 内田光子
- 大塚道子[3]
- 奥田誠治
- 小栗虫太郎
- 加藤知子
- 川村京子
- 佐島直子
- 杉山真也
- 脊山麻理子
- 反町雄彦
- 田中希代子
- 谷合廣紀
- 戸田奈津子
- 畑村洋太郎
- 福田和也
- 藤井裕久
- 星新一
- 森茉莉（中退）
- 夢屋まさる

## その他
- かつては幼稚園から高校まで内部進学で上がり、その上でさらにお茶の水女子大学を卒業した者を｢お茶漬け｣と呼んでいた。

## アクセス
- 東京メトロ丸ノ内線茗荷谷駅徒歩7分
- 東京メトロ有楽町線護国寺駅徒歩8分

## 関連事項
- 東京女子高等師範学校
- お茶の水女子大学
  - お茶の水女子大学附属高等学校
  - お茶の水女子大学附属中学校
  - お茶の水女子大学附属小学校
  - お茶の水女子大学附属幼稚園
  - 文京区立お茶の水女子大学こども園